# Operett

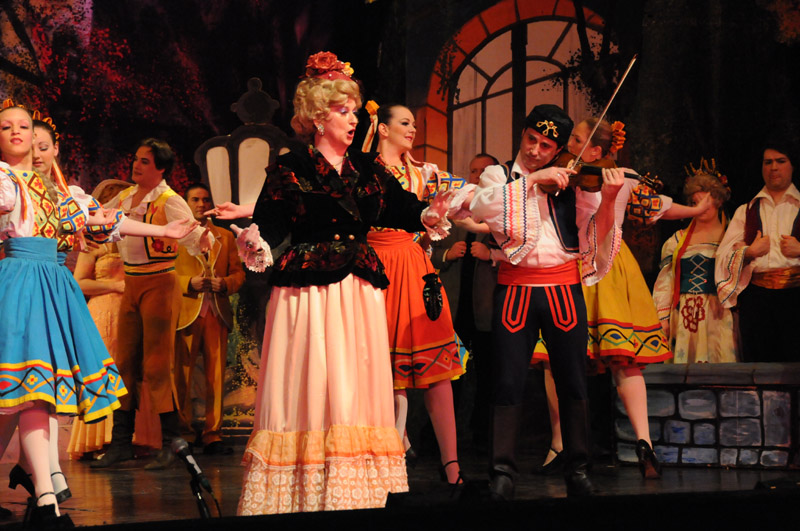
Scen ur en fransk uppsättning av Grevinnan Maritza 2010.

Operett (av italienska operetta, diminutivum av opera)  är en form av musikteater, främst utvecklad ur fransk opéra comique i populär stil med sång och talad dialog, ofta med dansscener och stort anlagda finaler. Den hade sin storhetstid på 1870- och 1880-talen och med en andra våg i början av 1900-talet. Efter andra världskriget kom musikalen i stället att dominera den lättare musikteatern.

## Historia
Operettens rötter är italiensk opera buffa, fransk vaudeville och tysk kabaré, som lämnat bidrag till operetten, som i sig ändrat karaktär efter publiksmakens skiftningar.

### Jacques Offenbach och den klassiska operetten i Paris

Reklam för Orfeus i underjorden på Offenbachs teater Bouffes-Parisiens.

Operetten uppstod som musikteaterform i Paris i mitten av 1800-talet då Florimond Ronger (pseudonym: Hervé) presenterade sina små enaktare som han kallade musiquette som innehöll burlesker, parodier och satirer. Hervé var mycket produktiv och komponerade över 100 operetter, såväl enaktare som helaftonsföreställningar. Av alla hans verk finns idag endast ett fåtal kvar på repertoarerna. Mest känd är Lilla helgonet (1883).
Hervés störste konkurrent var Jacques Offenbach. Även han skrev små korta pjäser med vitsiga texter och charmfull musik som uppfördes på hans egen teater Bouffes-Parisiens, öppnad 1855. Med Orfeus i underjorden (1858) och Sköna Helena (1861) anses Offenbach ha skapat den klassiska operetten i flera akter, kännetecknad av parodier på klassisk mytologi, satir över samtida politik och operaparodier till en medryckande rytmisk musik. Nu följer ytterligare opéra bouffes, som han själv kallade dem. Beteckningen operett är ursprungligen tysk. Nämnas kan Riddar Blåskägg (1866), Pariserliv (1866), Storhertiginnan av Gerolstein (1867) och Frihetsbröderna (1869) som etablerar den stil som blir mönster för andra kompositörer: Charles Lecocq med Teblomman (1868) och Madame Angots dotter (1873), Robert Planquette med Cornevilles klockor (1877) och Edmond Audran med Lyckoflickan 1880.

### Wieneroperetten

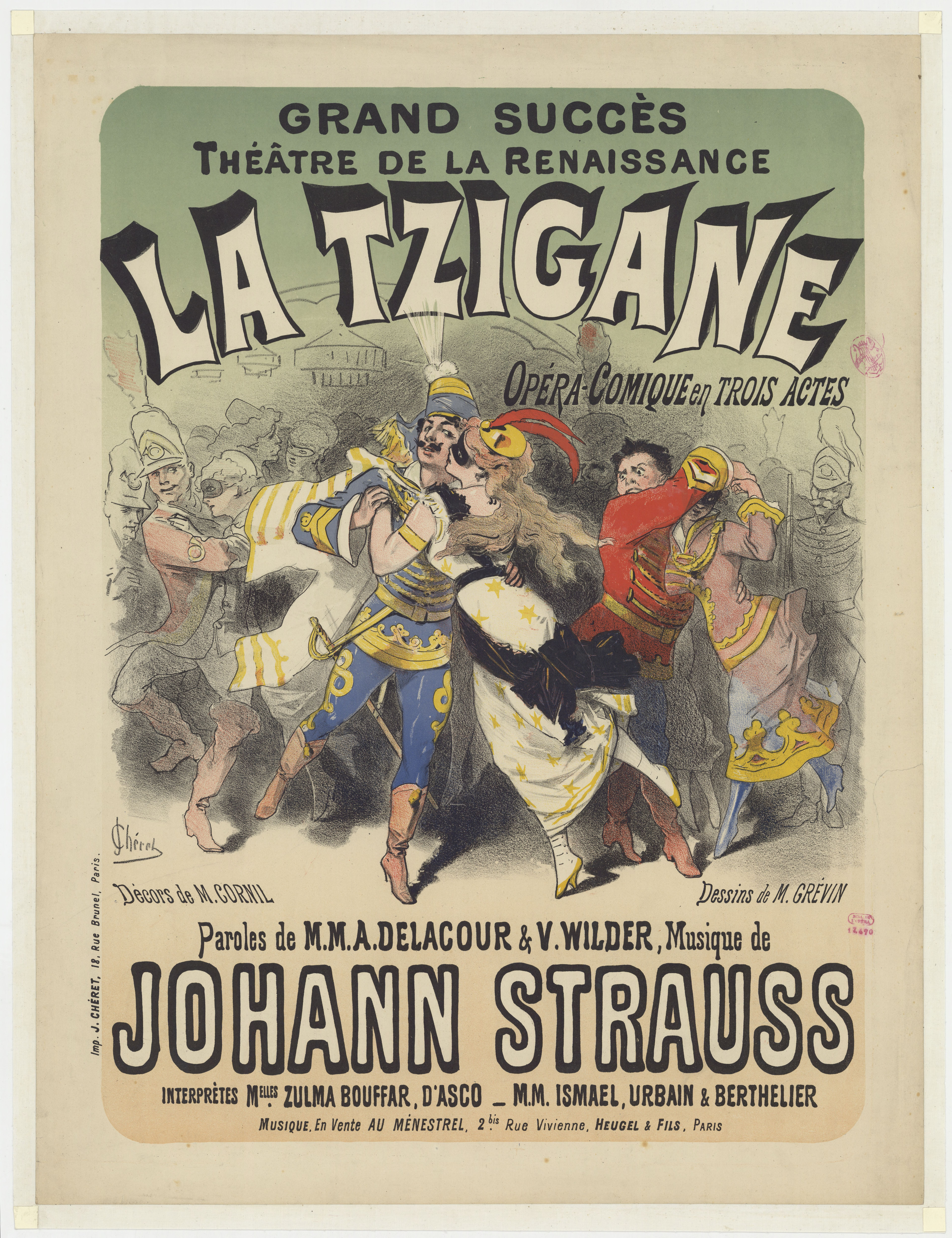
Affisch till en fransk uppsättning av Läderlappen.

Den franska operetten påverkade utvecklingen i Wien, där Offenbachs första stycken spelades med stor publik framgång. Franz von Suppé, som var dirigent på Theater an der Wien, skrev operetter helt inspirerade av Offenbach, fast med inslag av österrikiska farser och sångspel. Av hans operetter kan nämnas Den sköna Galathea (1865) och Boccaccio (1879).
Det var emellertid Johann Strauss d.y. som blev skaparen av den egentliga wieneroperetten. Den är vänligare och lättsammare än den parisiska och kännetecknas av idyllisk och älskvärd underhållning. Texterna är inte av samma höga klass som musiken. Bland Strauss' operetter kan nämnas Läderlappen (1874) och Zigenarbaronen (1885).
Flera andra kompositörer hade framgång i denna Wieneroperettens första guldålder: Carl Millöcker med Tiggarstudenten (1882) och Gasparone (1884), Carl Zeller med Fågelhandlaren (1891) och Richard Heuberger med Operabalen 1898. Men mot slutet av seklet började operetterna förlora sin publik.
Wieneroperettens andra guldålder inleddes 1905 med succépremiären på Franz Lehárs Glada Änkan. Det nya låg främst i texten, som från att ha varit idyllisk och oförarglig nu blev både sentimental och naturalistisk. Musiken utvecklades från klämkäck kuplett till större känslosamhet, med inflytande från verismen och romsk och annan folkmusik. Ett större antal solonummer ingick, ofta skrivna direkt för operettens stjärnartister. Representanter för den nya operettstilen var: Franz Lehár med Glada änkan (1905), Greven av Luxemburg (1909), Paganini (1925), Leendets land (1929) och Giuditta (1934). Emmerich Kálmán med Czardasfurstinnan (1915) och Grevinnan Maritza (1924), Leo Fall med Dollarprinsessan (1907), Oscar Straus med En valsdröm (1907) och Sista valsen 1920 samt Jean Gilbert med Kyska Susanna (1910).

### 1920-talet: Konkurrens från filmen och revyn
Den moderna jazzinfluerade dansmusiken började nu att tränga ut wienervals och one-step. Film och revy tävlade med operetten om publikens gunst. En ny dans- och revyoperett uppstod nu, som mest bestod av ett potpurri med populära dans- och schlagermelodier. Robert Stolz med Två hjärtan i valstakt (1933), Ralph Benatzky med Vita hästen (1930), Paul Abraham med Viktorias husar (1930), Fred Raymond med Maske in Blau (1937), Ludwig Schmidseder med Kvinnor i Metropol (1940). Stilen var mest populär i Berlin och där försökte några tonsättare även att förnya kostymoperetten och sångspelstraditionen, exempelvis Paul Lincke med Frau Luna (1912) och Eduard Künneke med Kusinen från Batavia (1921).

### Anglosaxisk operett

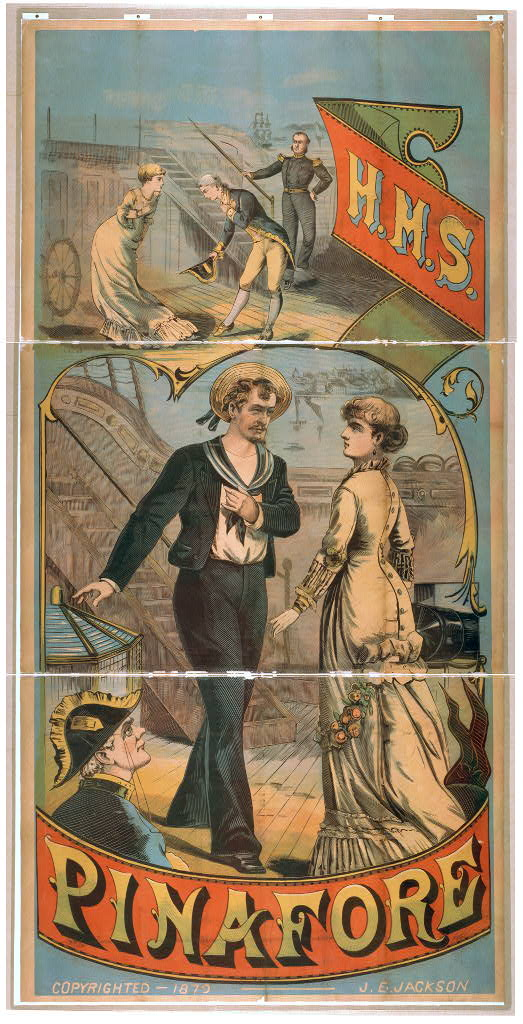
Affisch till den amerikanska uppsättningen av H.M.S. Pinafore 1879.

I England fanns Arthur Sullivan som tillsammans med sin librettist W. S. Gilbert i Offenbachs efterföljd gjorde stor lycka med verk som H.M.S. Pinafore (1878) och Mikadon (1885) liksom Sidney Jones med Geishan (1896). På 1930-talet hade Ivor Novello stora framgångar med Lorden från gränden 1937 och Noël Coward med sina operettliknande musikkomedier.
Bland tidiga amerikanska tonsättare kan nämnas Victor Herbert med Trollkarlen vid Nilen (1895), Rudolf Friml med Rose-Marie (1927) samt Sigmund Romberg med Ökensången (1926) och Nymånen (1928).
Med Jerome Kerns Teaterbåten (1928), Richard Rogers' Oklahoma (1943) och Irving Berlins Annie get your gun (1946) vidareutvecklades operetten till vad som kommit att kallas musical comedy eller musikal. Den musikteaterformen har efter andra världskriget efterträtt operetten.